# Сваровски, Даниэль
Даниэль Сваро́вски (нем. Daniel Swarovski; 24 октября 1862[…], Йиржетин-под-Буковоу, Австрийская империя — 23 января 1956, Ваттенс, Австрия) — австрийский инженер из Чехии, основатель австрийской хрустальной империи Swarovski.

## Биография
Даниэль Сваровски родился на территории Австро-Венгерской империи, в горной деревушке Георгиенталь (нем. Georgenthal; чеш. Jiřetín pod Bukovou), на севере горной Богемии, на родине знаменитого богемского стекла. Сын Хелены и Франца Антона Сваровских, чья семья, как и многие в районе Йизерских гор, были стеклорезами, и Даниэль впервые освоил это ремесло на небольшой фабрике своего отца. 
Он был неудавшимся скрипачом, но, имея хорошее образование, интересовался электротехникой и конструированием электрооборудования. Образование он получал в Париже и Вене, где познакомился с инженером-электриком Франтишеком Кршижиком. В 1883 году он посещает Международную электрическую выставку в Вене, где знакомится с машинами, изобретёнными Эдисоном, и видит возможности новых технологий в стекольной промышленности. В начале 1890 годов Сваровски занимается проектированием машины для автоматической огранки кристаллов. В 1892 году он получает патент на первое своё изобретение — машину, обрабатывающую кристаллические камни с беспрецедентной точностью.

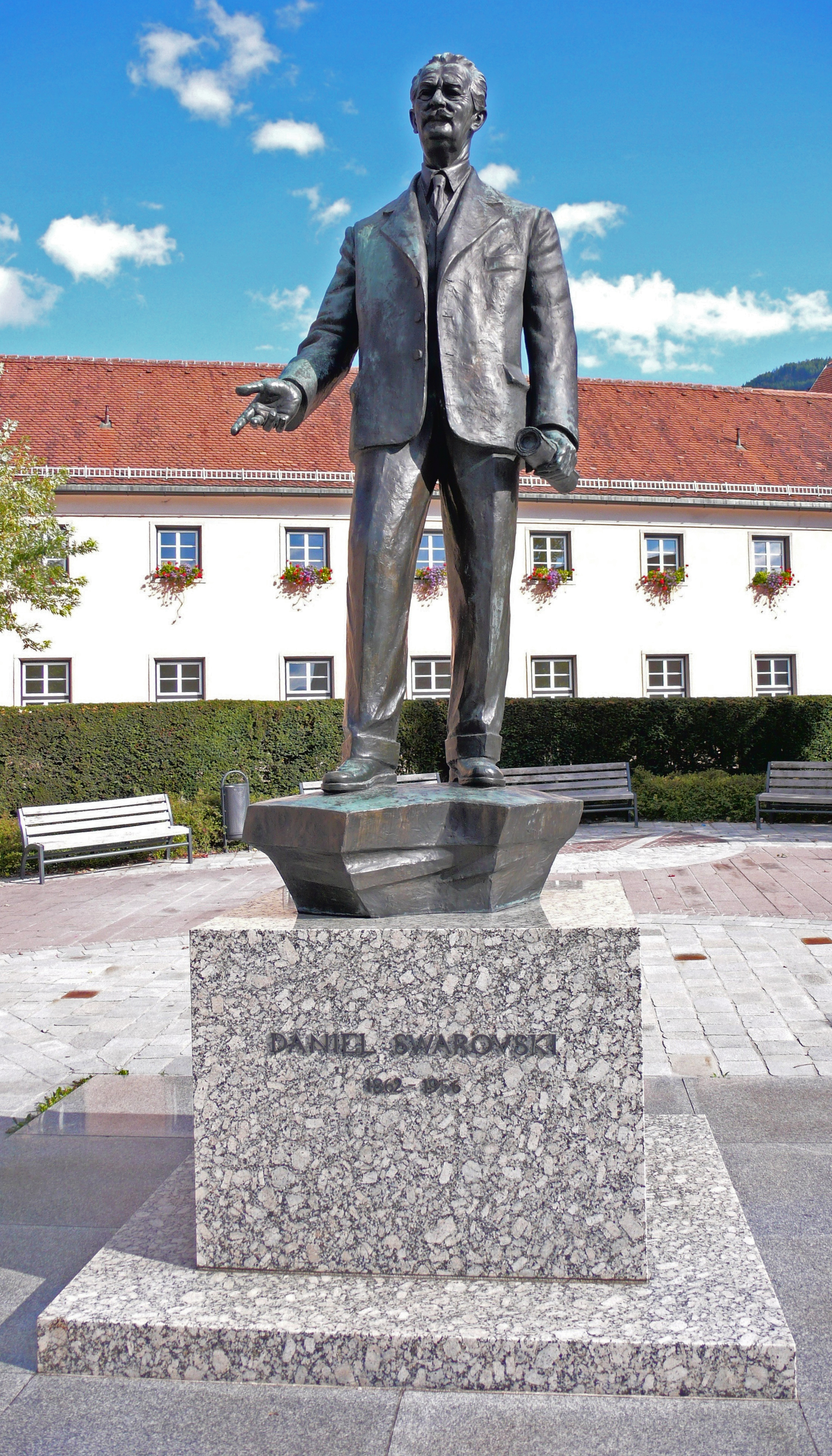
Памятник основателю компании Swarovski

После изобретения машины для специальной массовой обработки хрусталя, в 1895 году, он перебрался из Богемии в Тироль, где в деревушке Ваттенс основывает завод по производству изделий из хрусталя. Первоначально фирма, образованная Даниэлем Сваровски совместно с деловым партнёром из Парижа, называлась «A. Kosmann, Daniel Swarovski & Co». Позже, после расширения завода, предприятие переименовывается на «Swarovski».
В первые годы работы фирмы Сваровски занимался улучшением технологии огранки и шлифовки кристаллов, доведя её до совершенства. В 1911 году, со своими сыновьями Вильгельмом, Фридрихом и Альфредом, он сумел найти лучший состав исходных смесей для изготовления высококачественного хрусталя, обладающего высокой прозрачностью и блеском. Этот технологический состав до настоящего времени является тайной компании и хранится в строжайшем секрете.
Качество полученных хрустальных изделий позволило рассматривать их как альтернативу драгоценным камням и бриллиантам. С момента открытия производства, основателем компании было заявлено, что хрустальные «кристаллы» имитируют драгоценные камни. Первые образцы украшений, изготовленных на предприятии Swarovski, были отправлены в Париж и Санкт-Петербург, где вызвали восторг публики и завоевали популярность модниц.
Сегодня украшения с кристаллами Swarovski рассматриваются специалистами как самостоятельный вид ювелирного искусства.